# Maldives Development Alliance
Die Maldives Development Alliance (Dhivehi މޯލްޑިވްސް ޑިވެލޮޕްމަންޓް އެލަޔަންސް) ist eine politische Partei der Malediven. Sie wurde 2012 gegründet und wird von Ahmed Shiyam Mohamed geführt.

## Geschichte
Die Partei wurde 2012 von Ahmed Shiyam Mohamed gegründet und am 21. Oktober 2013 vom Parlament der Malediven anerkannt, als schon 3 Parlamentarier ins Parlament gewählt wurden; Mohamed, Ahmed Moosa und Ahmed Amir. Sie wurde Teil einer Koalition mit der Progressive Party of Maldives, und unterstützte deren Kandidaten, Abdulla Yameen, in der Präsidentschaftswahl 2013.
In der Parlamentswahl 2014 errang die Partei fünf Sitze. 2019 verlor die Partei wieder drei Mandate und hat nur noch zwei Sitze im Parlament.